# John Hanning Speke

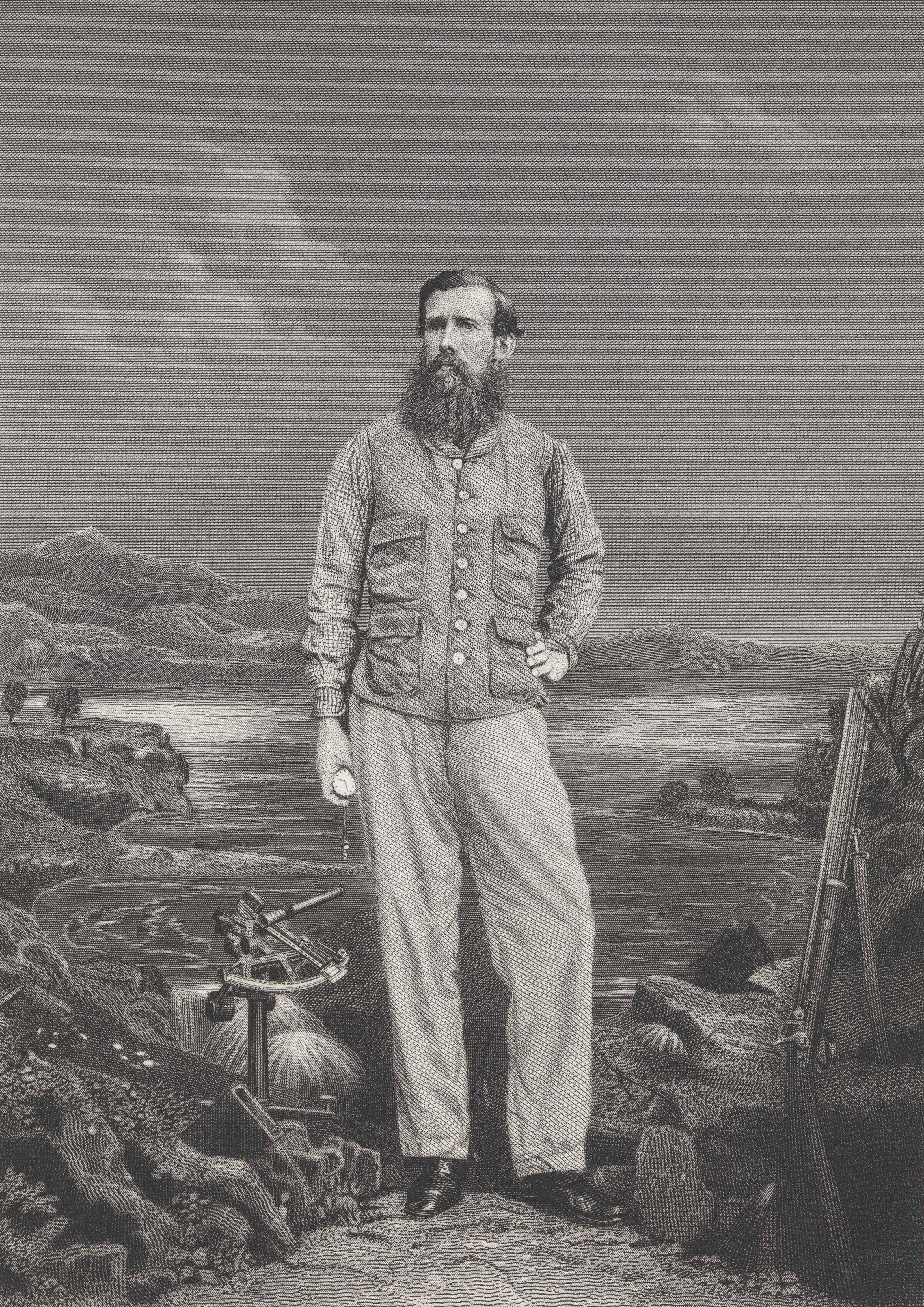
John Hanning Speke

John Hanning Speke (* 3. Mai 1827 Bideford, Devon; † 15. September 1864 bei Corsham, Wiltshire) war ein britischer Afrikaforscher. Der Offizier der British Indian Army unternahm zwischen 1854 und 1863 drei Entdeckungsreisen durch Ostafrika. Auf der Suche nach der Nilquelle erreichte er 1858 als erster Europäer den Victoriasee. Diesen identifizierte er als Ursprung des Weißen Nils – im Widerspruch zu seinem früheren Reisegenossen und späteren Rivalen Richard Francis Burton. Speke stellte die heute als rassistisch gewertete Hamitentheorie auf.

## Leben

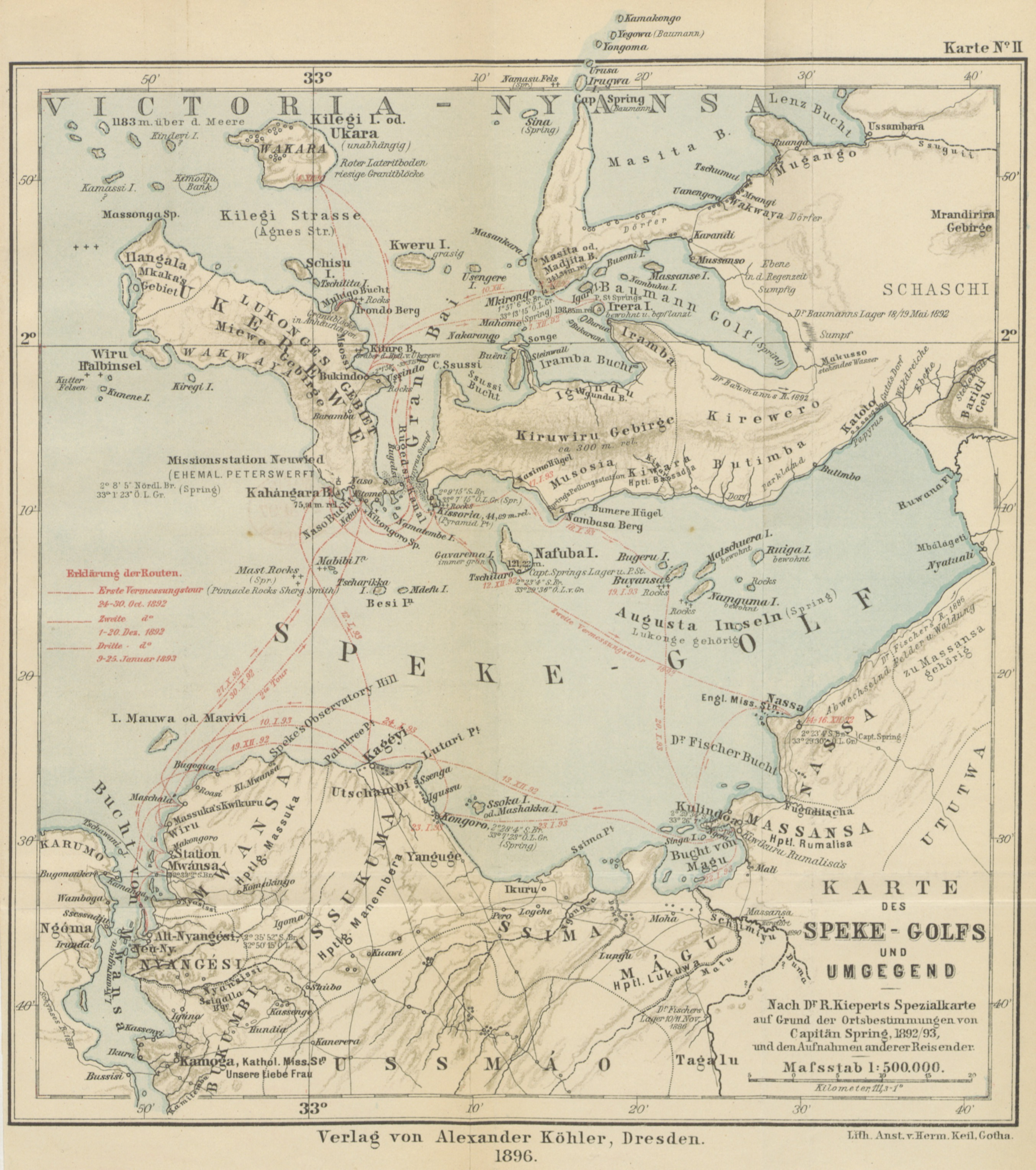
Der nach Speke benannte Speke-Golf am Viktoriasee mit der Insel Ukerewe oben links (deutsche Karte von 1896).

John Hanning Speke diente ab 1844 in der Britisch-Indischen Armee. Er nahm am Ersten Sikh-Krieg (1845–46) teil, wurde 1850 zum Lieutenant und 1852 zum Hauptmann befördert. Seinen Urlaub nutzte er, um den Himalaya und Tibet zu bereisen.
Speke lernte 1854 in Aden Richard Francis Burton kennen, der eine Expedition nach Ostafrika plante, um die Quellen des Nils zu finden. Gemeinsam bereisten sie zuerst Somalia, wo die Gruppe im April 1855 angegriffen und Speke schwer verletzt wurde. Im folgenden Jahr nahm er am Krimkrieg teil.
Am 16. Juni 1857 startete Speke, unter Führung von Burton, die Expedition nach Ostafrika, um die großen Seen und die Quellen des Nils zu finden. Von Sansibar marschierten sie zuerst nach Tabora, wo sie am 7. November eintrafen. Am 13. Februar 1858 entdeckten Burton und Speke den Tanganjikasee, den Burton für die Quelle des Nils hielt. Am 9. Juli trennten sich Burton und Speke. Speke entdeckte am 3. August den Viktoriasee, den er wiederum als Quellsee des Nils ansah, was zu einer ausgeprägten Rivalität zwischen den beiden führte. Speke entdeckte auch Ukerewe, die mit 523 km² größte Insel des Viktoriasees, nach der dieser auch zeitweilig benannt war. Am 4. März 1859 erreichten Speke und Burton Sansibar. Als Burton schließlich in London eintraf, hatte der eher angekommene Speke dort bereits seine Theorien veröffentlicht und war mit einer neuen Expedition beauftragt worden. Burton und Speke verband daraufhin eine bittere Feindschaft.
Mit James Augustus Grant unternahm Speke 1860 von Sansibar aus die geplante Expedition, die ihn im November 1861 bis in die Gegend von Karagwe führte. Am 28. Juli 1862 entdeckte Speke den Ausfluss des Nils aus dem Victoriasee, den er Ripon Falls nannte. Im Februar 1863 kehrten Speke und Grant nach Gondokoro (Südsudan) am oberen Nil zurück. Dort trafen sie auf Samuel Baker und Florence von Sass, die anschließend zu ihrer Entdeckungsreise zum Albertsee aufbrachen. Die Reise bestärkte ihn Speke darin, die Quelle des Nils gefunden zu haben.
Nach der Rückkehr Burtons von einer Expedition zum Nigerdelta im August 1864 kritisierte dieser erneut Spekes Theorien von der Nilquelle. Am 16. September 1864 sollte es deshalb eine Anhörung vor der British Society for the Advancement of Science in Bath geben. Allerdings starb Speke am 15. September durch einen selbst ausgelösten Schuss auf der Jagd in der Nähe von Corsham. Bis heute ist nicht geklärt, ob Speke möglicherweise durch Selbstmord umgekommen ist.
John Hanning Speke ist der Begründer der Hamitentheorie, die allen kulturellen Fortschritt Afrikas dem Einfluss hellhäutiger, aus dem Norden kommender „Hamiten“ zuschrieb und die „negroide“ Bevölkerung Afrikas für kaum kulturfähig hielt.

## Rezeption
Nach John Hanning Speke ist der Mount Speke, ein 4890 Meter hohes Bergmassiv in Uganda, benannt.
- Spekes Expeditionen zu den Seen Ostafrikas und sein Konflikt mit  Richard Francis Burton sind zentrales Thema der BBC-Serie Die Suche nach der Quelle des Nils (englischer Titel: Search for the Nile) aus dem Jahr 1971. Regie führten Christopher Ralling, Fred Burnley und Richard Marquand. In den Hauptrollen spielten Kenneth Haigh, John Quentin, Ian McCulloch, Barbara Leigh-Hunt und Catherine Schell.
- Der Film Land der schwarzen Sonne, den Bob Rafelson 1990 drehte, beschreibt die Expedition Burtons mit Speke auf der Suche nach der Quelle des Nils.
- Spekes Expedition mit Burton zu den Seen Ostafrikas wurde von Ilija Trojanow 2006 in den Roman Der Weltensammler literarisch verarbeitet.

## Werke
- Journal of the discovery of the source of the Nile. London 1863. / Die Entdeckung der Nilquellen. Leipzig 1864, Online.
- Die Entdeckung der Nilquellen, Reisetagebuch, Leipzig 1866 (Cognoscere, Vol. 3) (Edition Ost, Berlin 1995)